# Finska partiet
Finska partiet (finska: Suomalainen puolue) var ett politiskt parti i Finland. Partiet kom att framträda när kejsaren/storfursten sammankallade den finska lantdagen 1863. Partiet företrädde den finskhetsrörelse som Johan Vilhelm Snellman hade dragit igång och fick en dominerande ställning inom präste- och bondeständerna. 
Partiet splittrades 1894, när de mer liberalt sinnade bröt sig ut och bildade Ungfinska partiet, Finska partiet kom därefter oftast att kallas Gammalfinska partiet och förespråkade en undfallenhetslinje gentemot förryskningssträvandena för att på fredlig väg försöka rädda något av den finska autonomin. Bland de ledande i partiet vid den tiden kan nämnas Richard Danielson-Kalmari och Juho Kusti Paasikivi. Bland andra företrädare märks senatorn Alexander Järnefelt.
Efter det att Finland blivit självständigt bildade partiets monarkistiska majoritet tillsammans med de monarkistiska högerelementen i Ungfinska partiet och Folkpartiet ett nytt stort högerparti, Nationella samlingspartiet. Republikanerna ur dessa tre tidigare partier bildade Nationella framstegspartiet som en motvikt.